# 波姆德泰爾鎮區 (明尼蘇達州格蘭特縣)
波姆德泰爾鎮區（英語：Pomme de Terre Township）是位於美國明尼蘇達州格蘭特縣的一個行政鎮區。

## 地方資料
波姆德泰爾鎮區的面積為93.14平方千米，當中陸地面積為88.74平方千米，而水域面積為4.40平方千米。根據2020年美國人口普查的數據，當地共有人口143人，而人口密度為每平方千米1.54人。